# Grande Rochère (szczyt)
Grande Rochère – szczyt w Alpach Pennińskich, części Alp Zachodnich. Leży w północnych Włoszech w regionie Dolina Aosty, w masywie Grande Rochère, blisko granicy ze Szwajcarią. Szczyt można zdobyć ze schroniska Rifugio Franco Chiarella all'Amianthe (2979 m).
Pierwszego wejścia dokonali Albert i Casalegno w 1832 r.